# Wentiomyces lichenicola
Wentiomyces lichenicola är en lavart. Wentiomyces lichenicola ingår i släktet Wentiomyces och familjen Pseudoperisporiaceae.

## Underarter
Arten delas in i följande underarter:
- lichenicola
- bouteillei